# Jacques F. Benders
Pour les articles homonymes, voir Benders.
Jacobus Franciscus (Jacques) Benders, né le 1er juin 1924 à Swalmen (maintenant rattachée à Ruremonde) et mort le 9 janvier 2017 à Eindhoven est un mathématicien néerlandais, professeur de recherche opérationnelle à l'université de technologie d'Eindhoven. Il a été le premier professeur aux Pays-Bas dans le domaine de la recherche opérationnelle et est particulièrement connu pour ses contributions à la programmation mathématique.

## Biographie
Après des études secondaires à Ruremonde et des certificats d'enseignement, Benders est professeur de mathématiques à Arnhem, puis continue ses études de mathématiques à l'Université d'Utrecht, où il est assistant entre 1949 et 1953.
Il commence ensuite une carrière de statisticien pour la Rubber Foundation à Delft, puis en 1955, il est employé au laboratoire Shell à Amsterdam, où il étudie les problèmes de programmation mathématique concernant la logistique dans les raffineries de pétrole. Il  développe alors la technique connue maintenant sous le nom de décomposition de Benders et a utilisé les résultats dans sa thèse de doctorat.
Il obtient son doctorat en 1960 à l'université d'Utrecht avec une thèse intitulée « Partitioning in Mathematical Programming », sous la direction de Hans Freudenthal,.
En 1963, Benders est nommé professeur de recherche opérationnelle à l'université de technologie d'Eindhoven ; c'était le premier professeur aux Pays-Bas dans ce domaine, qu'il contribue de manière importante à développer. Parmi ses doctorants figurent Israel Herschberg (1966), Jaap Wessels (1968), Freerk Lootsma (1970), Joseph Evers (1973), Jan van Geldrop (1980), Robert van der Vet (1980) Johannes van der Wal (1980) et Jacob Koene (1982).
Benders prend sa retraite en 1989, devenant alors professeur émérite à l'université de technologie d'Eindhoven,.

## Distinctions et hommages
- Un ouvrage réunissant des articles de recherche inspirés par ses travaux lui est offert en 1989, au moment de sa retraite.

- Son article de 1962, présenté la méthode de décomposition de Benders « célèbre et largement utilisée », une des  « pierres angulaires de l'optimisation moderne » est reproduit avec une introduction à l'occasion de ses 80 ans[6].

- En 2009, Benders reçoit la Médaille d'or de l'EURO, la plus haute distinction en recherche opérationnelle en Europe [7].

- Pour le centenaire de sa naissance, en mai 2024, une « journée Benders » réunit à Eindhoven des spécialistes internationaux d'optimisation et de programmation linéaire[8].

## Sélection de publications
Benders est auteur et co-auteur de nombreux articles, rapports et exposés dans des conférences, en particulier :
- (en) Jacques Benders, Partitioning in mathematical programming, Université d'Utrecht, 1960, thèse de doctorat.
- (en) Jacques F. Benders, « Partitioning procedures for solving mixed-variables programming problems », Numerische mathematik, vol. 4, no 1,‎ 1962, p. 238–252 (lire en ligne).
- (nl) J. F. Benders, « De taak van de wiskunde in de operations research », 1964, discours inaugural à l'université d'Eindhoven.
- (nl) Jacques Benders et Jo van Nunen, « Een decision support systeem voor locatie en allocatieproblemen bij een drankenconcern », Informatie, vol. 23,‎ 1981, p. 669-742.
- (en) J. van Nunen, J.F. Benders et A. Beulens, « On using the linear programming relaxation of assignment type mixed integer problems », dans K. Neumann (ed.), Contributions to Operations Research, Berlin, Springer Verlag, coll. « Lecture Notes in Economics and Mathematical Systems » (no 240), 1985, 1-9 p..